# Sapromyza tonnoiri
Sapromyza tonnoiri är en tvåvingeart som beskrevs av Malloch 1927. Sapromyza tonnoiri ingår i släktet Sapromyza och familjen lövflugor. Inga underarter finns listade i Catalogue of Life.